# Rosaline Marbinah
Rosaline Marbinah, född den 20 april 1994, är en svensk politiker och tidigare aktiv inom civilsamhället. Hon har suttit som ordförande för LSU – Sveriges Ungdomsorganisationer, ordförande för Utrikespolitiska förbundet Sverige och tidigare representant för Sveriges ungdomsorganisationer vid EU-ordförandeskapens ungdomskonferens.

## Uppväxt och utbildning
Marbinah är uppvuxen i Gnesta. Hon läste det naturvetenskapliga programmet S:t Ragnhildgymnasiet där hon tog studenten 2013 och studerade statsvetenskap vid Göteborgs universitet. 

## Engagemang och karriär
Marbinah var ordförande för Utrikespolitiska förbundet, tidigare representant för Sveriges ungdomsorganisationer vid EU-ordförandeskapens ungdomskonferens och är nuvarande ordförande för LSU. Hon är även en av Sveriges fyra demokratiambassadörer sedan 2018. I september 2021 meddela Marbinah att hon inte kandiderade till omval som ordförande för LSU. Hon har därefter arbetat som pressekreterare åt energi- och digitaliseringsminister Khashayar Farmanbar.